# Julius Krause
Julius Krause, född 1812 i Berlin, död 1882, var en tysk sångare.
Krause studerade för bland andra Ludwig Rellstab. Fördelaktigt bekant genom sin konsertsång, debuterade Krause, som under tiden jämväl hade idkat teologiska studier, i Berlin 1835 som Étienne-Nicolas Méhuls Joseph. Sedermera anställdes han först i Braunschweig, sedan i Wien, Graz, München och Berlin, gjorde han sig högt värderad för sitt finbildade föredrag och sin omsorgsfullt skolade baryton, som ägde både kraft och välljud samt ett omfång som även tillät honom sjunga baspartier. Dessutom ägde han den sällsynta förmågan att med konstnärlig pietet återgiva oratoriemusik. Han drog sig tillbaka från scenen 1870. Ännu flera år därefter lät han höra sig i konsertsalen.